# G1 열린TV 시청자세상
《G1 열린TV 시청자세상》은 G1방송에서 연 2회 매년 6월 말, 12월 말에 방송되는 강원특별자치도 전지역의 TV 비평 옴부즈맨 프로그램이다.

## 진행자
- 김우진, 강민주 아나운서

## 기획의도
- 강원특별자치도 대표방송으로써, 강원특별자치도 시청자들의 의견을 적극적으로 반영하고, 그 의견을 토대로 방송의 질을 개선하기 위해 제작하는 프로그램

## 프로그램 소개
- G1방송을 말한다 : 경제, 문화, 노동, 체육, 과학 등 각 분야의 전문가들로 이뤄진 G1방송 시청자위원들이 모여, 한 달 간 G1방송에서 방영된 프로그램 내용에 관한 의견을 제시하고, 프로그램의 내용 향상을 도모한다. 회의 내용 중 시청자위원들의 의견을 촬영하여 방송한다.
- 제작 현장 속으로 : 우리가 익혀보는 G1방송의 프로그램들이 어떻게 제작되고 있는지, 생생한 제작현장을 MC가 직접 찾아간다.
- 시청자가 만든 TV : 1인 미디어 시대에 발맞춰, 일반 시민들이 직접 만든 영상들을 다채롭게 보여준다.
- 클로즈업 G1 (원고 내용 시청자평가원 작성) : 한 달 간 방송된 G1방송의 프로그램 중 한 개 혹은 두 개의 프로그램을 선정해, 시청자평가원이 직접 모니터링한 내용을 정리한다.

## 경쟁 프로그램
- 탐나는 TV (MBC TV)
- 열린TV 시청자 세상 (SBS TV)
- TV비평 시청자데스크 (KBS 1TV)
- 시청자 의회 (JTBC)
- 채널A 시청자 마당 (채널A)
- 열린비평 TV를 말하다 (TV조선)
- 열린TV 열린세상 (MBN)
- YTN 시민데스크 (YTN)
- 클릭 KNN 시청자 세상 (KNN)
- 열린TBC (TBC)
- kbc 열린TV 시청자세상 (kbc)